# Liste der Bodendenkmäler in Saulgrub
Auf dieser Seite sind die Bodendenkmäler in der oberbayerischen Gemeinde Saulgrub zusammengestellt. Diese Tabelle ist eine Teilliste der Liste der Bodendenkmäler in Bayern. Grundlage ist die Bayerische Denkmalliste, die auf Basis des Bayerischen Denkmalschutzgesetzes vom 1. Oktober 1973 erstmals erstellt wurde und seither durch das Bayerische Landesamt für Denkmalpflege geführt wird. Die folgenden Angaben ersetzen nicht die rechtsverbindliche Auskunft der Denkmalschutzbehörde.

## Bodendenkmäler der Gemeinde Saulgrub

### Bodendenkmäler in der Gemarkung Unterammergau
| Lage                     | Objekt                           | Akten-Nr.     | Bild |
| ------------------------ | -------------------------------- | ------------- | ---- |
| Unterammergau (Standort) | Straße der römischen Kaiserzeit. | D-1-8332-0012 |      |